# لوکا اورلاندو
لوکا اورلاندو (انگلیسی: Luca Orlando؛ زادهٔ ۲۶ دسامبر ۱۹۹۰) بازیکن فوتبال است.
از باشگاه‌هایی که در آن بازی کرده‌است می‌توان به باشگاه فوتبال پرو ورچلی اشاره کرد.